# Juan Carlos Chirinos
Juan Carlos Chirinos García (Valera, Trujillo, 3 de mayo de 1967) es un escritor hispanovenezolano. Estudió literatura en su país y en España. Es novelista, cuentista, biógrafo, ensayista, dramaturgo, guionista y profesor. Ha sido incluido en diversas antologías, tanto en Venezuela como en España, Italia, Estados Unidos, Argelia, Cuba, Canadá y Francia.
En Venezuela sus cuentos han sido incluidos en las antologías Las voces secretas y La vasta brevedad (ambas publicadas por Alfaguara, en Caracas), 21 del XXI (editada en la misma ciudad por Ediciones B), en la ya canónica y célebre antología El cuento venezolano (preparada por el novelista José Balza) y en Les bonnes nouvelles de l’Amérique latine (publicada en París por Éditions Gallimard) prologada por el premio Nobel Mario Vargas Llosa.

## Reseña biográfica

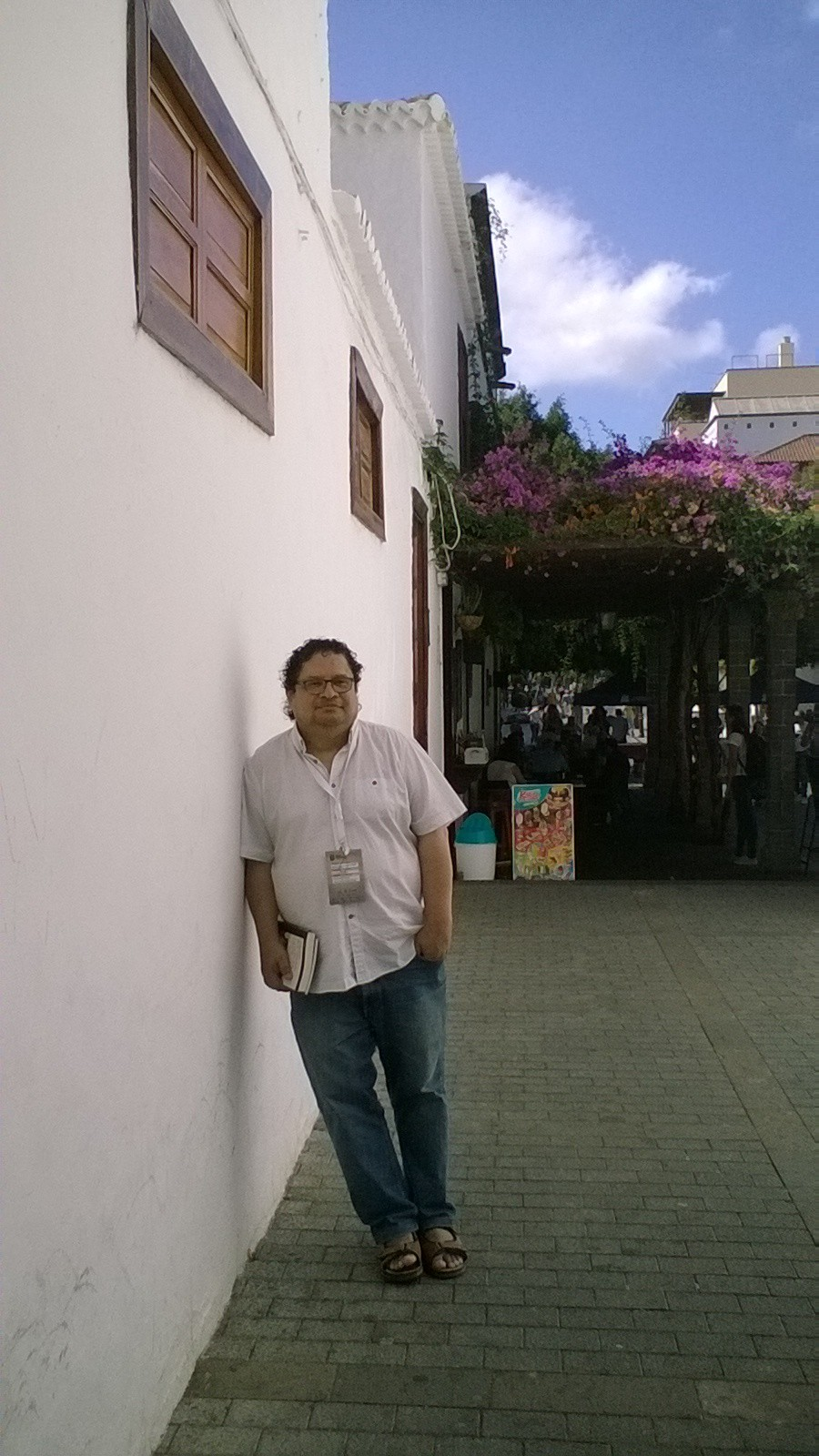
En el Festival Hispanoamericano de Escritores, 2019.

Juan Carlos Chirinos nació en Valera en 1967. Cursó sus estudios primarios y secundarios en su ciudad natal y en 1985 se mudó a Caracas para estudiar en la escuela de Artes de la Universidad Central de Venezuela; dos años después comenzó la carrera de Letras en la Universidad Católica Andrés Bello de esa ciudad, en la que se licenció en 1992. A partir de ese año, trabajó en la Universidad Metropolitana, la Fundación de Etnomusicología y Folklore, la Cinemateca Nacional y en el Museo Alejandro Otero. En 1997 llegó a la Universidad de Salamanca a hacer el doctorado de literatura española e hispanoamericana. Desde ese año reside en España, actualmente en Madrid.
Al respecto, ha declarado sobre el hecho de vivir en dos países distintos: «Es inevitable que yo escriba sobre Venezuela; pero quiero dejar claro algo: mi vida no se divide en mi época en Venezuela y mi época en España. La división está definida por las ciudades en las que he vivido: Valera, Caracas, Salamanca y Madrid». Y sobre su vida fuera de su país de origen, ha escrito: 

Yo no puedo hablar de exilio, porque yo no me exilié, pero sí me han separado de mi hábitat natural y he tenido que adaptarme al país de acogida. Para mí exilio es una palabra que se aplica a los desterrados, sobre todo políticos; a lo sumo, yo soy un inmigrante, un estudiante que decidió poco a poco quedarse en el país donde aprendió que todo, menos la leche, puede llevar un limón. ¿Pero exiliado? Exiliado estaba Ovidio, que produjo con las Tristia una de las grandes literaturas del exilio y la tristeza por el terruño que se hayan podido leer.

## Obra
La obra de Chirinos, compuesta por más de 15 obras repartidas entre novelas, libros de relatos, biografías, ensayos, teatro y cine, refleja temas como el mal, lo fantástico, la literatura policial, el thriller, la historia y la reflexión política contemporánea; temas que suele tratar sirviéndose del humor y la ironía como recursos distorsionadores. Sobre la literatura, Chirinos considera que «todo cuando nos rodea» es «material sensible de ser convertido en palabras y, por un conjuro que no logramos explicar, todo eso es el detonante para una nueva idea, una nueva manera de pensar, una frase atractiva para comenzar otra novela». Asimismo, considera la lectura como un «ejercicio de zapping, por eso sé que cuando me preguntan por mis influencias solo puedo contestar por lo que en ese momento estoy leyendo, solo sé dar cuenta de los libros entre los que zapeo como en televisión por cable: ellos son lo más cercano a mis ojos de narrador.» Sobre la narrativa breve, ha escrito que «el cuento es el único género que es liviano y profundo al mismo tiempo. El único donde se puede crear un universo portátil.»
Su primer libro, Leerse los gatos, publicado en Caracas en 1997, fue premiado unos años antes por la embajada de España. Su segundo libro de relatos, Homero haciendo zapping, en 2002 ganó la XIV Bienal Literaria José Antonio Ramos Sucre. A estos libros le seguirían la publicación de un par de biografías para jóvenes, una de las cuales, Albert Einstein: cartas probables para Hann, fue seleccionada en 2005 para la colección Libros del Rincón de la Secretaría de Educación Pública de México.
Su primera novela, El niño malo cuenta hasta cien y se retira, definida por el escritor Ednodio Quintero como «un ambicioso proyecto que parte de una investigación acerca del mal», y considerada por el novelista hispanoperuano Jorge Eduardo Benavides como una obra que «no es exactamente realista ni es exactamente una fábula, pues se mueve en ese límite inquietante, como ocurre con las pesadillas o los sueños más nítidos, que separan un término del otro», es un homenaje a la poesía venezolana y, en especial, al poeta Eugenio Montejo, el cual, según palabras de Rubi Guerra, «quedó convertido, por el arte de Juan Carlos Chirinos, en un personaje de ficción, eso me parece muy sabroso», en 2005 entró en la short list del Premio Rómulo Gallegos de novela. En 2009, su relato Decir casi lo mismo resultó finalista del Concurso internacional Juan Rulfo de Radio Francia Internacional; en 2018, su novela Gemelas, considerada por el novelista José Balza como «un policial ecológico, dirty, de intriga gradual e incesante, nunca previsible», estuvo entre las finalistas del Premio de la Crítica de Venezuela; y, en 2020, la novela Los cielos de curumo estuvo entre las candidatas al premio de la Real Academia Española y se hizo acreedora de una ayuda a la edición del Ministerio de Cultura y Deporte de España.
De Renacen las sombras (2021), el crítico y narrador venezolano Miguel Gomes ha dicho que es «una continuación directa de Nochebosque (2011), pero hay igualmente nexos con la primera novela del autor, El niño malo cuenta hasta cien y se retira (2004). Ese diálogo con su propia obra involucra tanto personajes retornantes como una retórica que se debate entre el cómic, el folclor y modulaciones perversas de la narrativa infantil».
Chirinos también se ha dedicado a la enseñanza de la escritura creativa y a la investigación literaria independiente, y en la actualidad es columnista del diario venezolano El Nacional.

### Novela
- El informe sobre Clara. Nochebosque (Madrid, La Huerta Grande, 2025. ISBN 9788418657689)[25]
- Renacen las sombras (Madrid, La Huerta Grande, 2021. ISBN 9788417118990).[26]
- Los cielos de curumo (Madrid, La Huerta Grande, 2019. ISBN 9788417118518).[27]
- Gemelas (Madrid, Casa de Cartón, 2013. ISBN 978-84-940478-9-3). (Caracas, El Estilete, 2016. ISBN 978-980-7786-00-3).
- Nochebosque (Madrid, Casa de Cartón, 2011. ISBN 978-84-938892-2-7).[28]
- El niño malo cuenta hasta cien y se retira (Caracas, Norma, 2004. ISBN 980-6779-01-0). (Madrid, Escalera, 2010. ISBN 978-84-937018-5-7).[29][30]

### Relato
- La sonrisa de los hipopótamos (Madrid, Ediciones La Palma, 2020 ISBN 978-84-122485-2-4).[31]
- La manzana de Nietzsche (Madrid, Ediciones La Palma, 2015. ISBN 978-84-944679-2-9).
- Los sordos trilingües (Madrid, Musa a las 9, 2011. ISBN 978-84-15-22208-8). Ebook.
- Homero haciendo zapping (Caracas, Fundación Ramos Sucre/UDO, 2003. ISBN 980-6616-00-6).
- Leerse los gatos (Caracas, Memorias de Altagracia, 1997. ISBN 980-6382-09-9).

### Biografía
- Alejandro Magno, el vivo anhelo de conocer (Bogotá, Norma, 2004. ISBN 958-04-7986-0).
- Albert Einstein, cartas probables para Hann (Bogotá, Norma, 2004. ISBN 958-04-7984-4 / México, Sep, 2005. ISBN 970-09-1142-X - Norma / ISBN 970-790-237-X SEP).
- La reina de los cuatro nombres. Olimpia, madre de Alejandro Magno (Madrid, Oberon, 2005. ISBN 84-96511-09-X).
- Miranda, el nómada sentimental (Caracas, Norma, 2006. ISBN 978-9806-77-9186 / Sevilla, Ediciones Ulises, 2017. ISBN 978-8416-30-0587).

### Ensayo
- Venezuela, biografía de un suicidio (Madrid, La Huerta Grande, 2017. ISBN 978-84-171180-4-4).

### Antologías

#### De relatos
| - Las guerras floridas. Antología breve del cuento hispanoamericano actual - «Un espantapájaros lisiado» (Ediciones Lastarria & De Mora / Editorial Páramo, Valladolid, 2025. ISBN 978-8412889659). - Salvar la frontera. Muestra de cuentos de autores venezolanos migrantes - «'Yestermorrow'» (Equidistancias, Buenos Aires, 2024. ISBN 978-6319039047) - El adiós de Telémaco. Una rapsodia llamada Venezuela - «'Yestermorrow'» (Confluencias, Madrid, 2024. ISBN 978-84-128184-9-9). - Casapaís #5 / En tu manera desnuda - «'Yestermorrow'» (Estación Pedrera, Uruguay Casapaís, septiembre de 2022. ISSN 2730-5260). - Escribir afuera - «España se ríe de Casandra» (Madrid, Kalathos Ediciones, 2021. ISBN 9788412331622). - De las sogas de la felicidad, el amor, por ejemplo: para no vencernos nunca - «Política, una historia de amor» (Madrid, Lastura Ediciones, 2020. ISBN 9788412142341). - El Rapto de Europa - «Qué dios detrás de dios» (Madrid, Calamar Ediciones, octubre de 2019. No. 41, ISSN 1695-5161). - El Rapto de Europa - «El fuego previo de la locura» (Madrid, Calamar Ediciones, septiembre de 2019. No. 40-extra, ISSN 1695-5161 ISBN 9788496235755). - Relatos de la Orilla Negra V. 2018: Clave Binacional Italia Venezuela - «Sobre los tiranos» (Caracas, Ediciones La Orilla Negra, 2018. ISBN 978-98-042900-8-4). - Relatos de la orilla negra V - «Decir casi lo mismo» (Caracas, La Orilla Negra/Lector Cómplice, 2017. ISBN 978-98-074779-1-8). - Encuentros y palabras - «Relato de dragón», «Laura», «Para comenzar primero por lo primario», (Salamanca, Edifsa, 2017. ISBN 978-84-943946-3-8). - Nuestros más cercanos parientes - «Leerse los gatos» (Madrid, Kalathos, 2016. ISBN 978-84-945702-4-7 - Compilación de Miguel Marcotrigiano). - Cuentos memorables venezolanos - «Agnus rey» (Caracas, Planeta, 2015. ISBN 978-980-271-468-1 - Compilación de Ednodio Quintero). - El rastro de Lovecraft - «Un espantapájaros lisiado» (Caracas, Alfaguara/Santillana, 2015. ISBN 978-980-15-0767-3 - Compilación de Carlos Sandoval). - Otro Lunes, #33 - «España se ríe de Casandra» (Madrid, junio de 2014. ISSN 21741425 21741425). - Revista Suburbano - «Sonrisa de hipopótamo» (Miami, Suburbano, año 2013, vol. 7). - Revista Suelta - «La sonrisa de Peter Pan», Guatemala, 2013. - El cuento venezolano - «La mujer de las montañas», (Caracas, EBUC, 2012. ISBN 978-980-00-2705-9 - Antología hecha por José Balza). - Letras adolescentes, 16 años de Letralia - «Vida de perros», (Maracay, Editorial Letralia, 2012. Edición digital, ISSN 18567983 18567983 - Antología hecha por Jorge Gómez Jiménez). - «Decir casi lo mismo», en Revista Calandria, 2(2), Universidad de Colorado, Boulder, primavera de 2012. | - «La mirada de Rousseau», en Las malas juntas, 13 de octubre de 2011. - «La casita del bosque», en FronteraD, 1 de septiembre de 2011. - «La sonrisa de Peter Pan», en Literales, del diario Tal Cual, Caracas, 20 de marzo de 2011. - Los oficios del libro - «La manzana de Nietzsche», (Madrid, Libros de la Ballena/UAM, 2011. ISBN 978-84-8344-200-5). - Río Grande Review #37 - «El alfabeto del profesor Chomsky», (El Paso, RGR, 2011. ISSN 747743). - El sabor de la eñe - «Ay, qué noche tan preciosa», (Madrid, Instituto Cervantes, 2011. NIPO 503-11-062-X). - La vasta brevedad - «Ichbiliah», (Caracas, Alfaguara, 2010. ISBN 978-980-15-0348-4). - Revista Eñe, 17 (Primavera de 2009). - Catrusia. ISSN 1699-5856. - Cuadernos del abismo. Homenaje a H. P. Lovecraft - «Juegos geométricos», (Madrid, Literaturas.com Libros, 2008. ISBN 978-84-612-3962-7). - Las distintas caras de la urbe: Una mirada a la cuentística venezolana de los años 90 - «Leerse los gatos» (Eva Márquez, estudio y selección), en: Confluencia, Revista Hispánica de Cultura y Literatura, University of Northern Colorado (Spring, 2008 - Issue 23.2). - Las voces secretas - «Un ataque de lentitud», (Caracas, Alfaguara, 2007. ISBN 980-275-768-3). - 21 del XXI - «Ichbiliah», (Caracas, Ediciones B, 2007. ISBN 978-980-6993-13-6). - Inmenso estrecho II - «La mirada de Rousseau», (Madrid, Kailas, 2006. ISBN 978-84-89624-12-2). - Cuentos venezolanos - «Pelópidas», (La Habana, Letras cubanas, 2005. ISBN 959-03-0338-2). - Pequeñas resistencias, 3 - «Pelópidas», (Madrid, Páginas de Espuma, 2004. ISBN 978-84-95642-42-4). - Nueva cuentística venezolana: breve inmersión - «Homero haciendo zapping» en: Hispamérica, #97, University of Maryland, 2004. - «Cabalgata de walkirias», en La fábrica, #27, (Santa Cruz de La Palma, 2002. ISSN 1135-1187). - «Tum,tum», en Atril. Revista literaria, #4 (segunda época), (Salamanca, Ateneo de Salamanca, abril de 2000. Depósito Legal: S.144-1998). - «Ay, qué noche tan preciosa», en La Galera. Edición especial limitada y numerada de relatos breves, Cartagena, s/f. - «Una de vampiros», en El Cuento del Lunes, de El Diario de Caracas. Lunes, 15 de abril de 1991. |

#### Otros textos

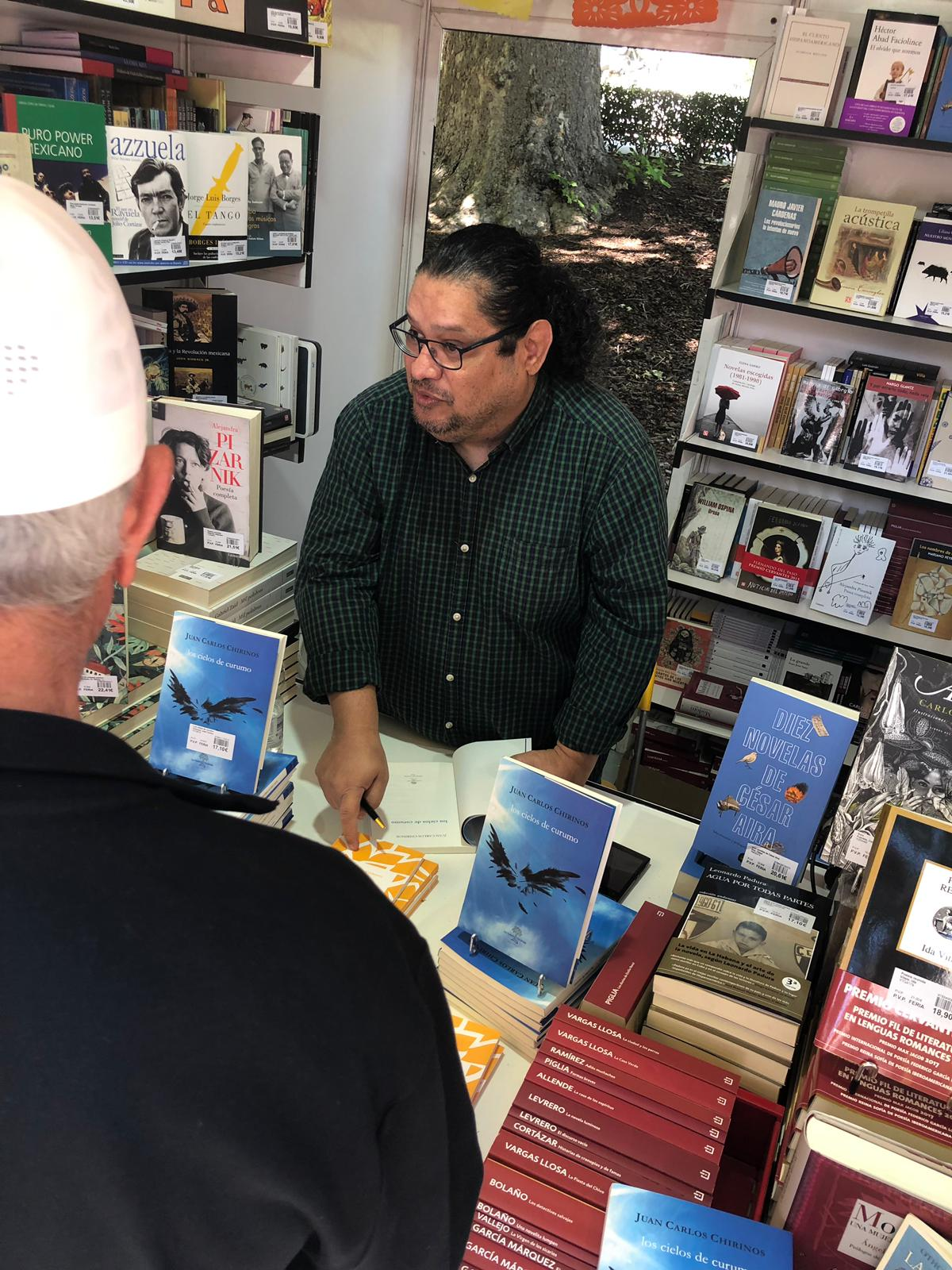
Juan Carlos Chirinos en la Feria del Libro de Madrid en 2019, firmando Los cielos de curumo y Venezuela, biografía de un suicidio.

| - «Las ciudades son los ríos: Urbes, transfiguraciones y selva en la narrativa de José Balza», en INTI: Revista de literatura hispánica, n.° 99. ISSN 0732-6750. - «Vivir afuera y hablar normal», en Actas del IX Congreso Internacional de la Lengua Española (RAE/ASALE, Cádiz, 2023). - Cuadernos Hispanoamericanos - «Balza es el otro», en el dosier Balza, la narración lúcida (Madrid, septiembre de 2019, No. 831. ISSN 0011-250 X). - Simón Bolívar, el libertador de América. En Historia de National Geographic, 20 de mayo de 2018. - El Rapto de Europa - «La gente inteligente, como Sócrates, sabe cada vez menos» (Madrid, Calamar Ediciones, 2018. No. 37-38, ISSN 1695-5161). - Revista Quimera - «Cuentonario» (Dossier de literatura venezolana), N.º 401 (abril de 2017). ISSN 0211-3325. - Cuadernos Hispanoamericanos - «Los universos del río» en la sección Punto de vista dedicada a José Balza (Madrid, septiembre de 2016, No. 795. ISSN 0011-250 X). - Cuadernos Hispanoamericanos - «Todo es al pie de la letra» en el dosier Incursiones en Cervantes (Madrid, mayo de 2016, No. 791. ISSN 0011-250 X). - Grandes Mujeres-Historia National Geographic - «Olimpia» (Barcelona, RBA, enero de 2016. ISSN 1696-7755). - Mitologías hoy #12 - «El cuaderno de Taganga (Fragmento inconcluso de un viaje a un pueblo del Caribe colombiano)», (Barcelona, Universidad Autónoma de Barcelona, 2015. ISBN 2014-1130 - Compilación de María Teresa Vera-Rojas y Fernanda Bustamante). - Papel Literario de El Nacional - «Las notículas de Rufino Blanco Fombona –otra manera de decir minicuento-». 14 de junio 2015. - Manifiesto País - «(Re)conozco de mi país» (Caracas, La Cámara Escrita, 2014. lf3620147002578 - Compilación de Lisbeth Salas). - Pasaje de ida: 15 escritores venezolanos en el exterior - «Irse, volver y regresar», (Caracas, Editorial Alfa, 2013. ISBN 978-9803543501 - Compilación de Silda Cordoliani). | - Revista de Occidente #388 - «Dos mil siempre: Venezuela y el caudillismo eterno», Madrid, Fundación José Ortega y Gasset, 2013. ISSN 0034-8635. - Manuela, la «amable loca», en Heroínas incómodas. La mujer en la Independencia de Hispanoamérica. Málaga, Ediciones Rubeo, 2012. ISBN 978-84-939865-4-4 - El Rapto de Europa - «El cuaderno de Taganga» (Madrid, Calamar Ediciones, 2011. No. 19, ISSN 1695-5161). - Comentario a La alucinada (1925), de José Antonio Ramos Sucre, en Cincuenta cuentos breves (Madrid, Ediciones Cátedra, 2011. ISBN 978-84-376278-6-1). - Mi principal herramienta creativa es la curiosidad, en Cuadernos Unimetanos, N.º. 23 (Caracas, Universidad Metropolitana, 2010. ISSN-e 1690-8791). - Cuadernos del abismo - «Lovecraft inter pares: los fantásticos hispanoamericanos», (Madrid, Literatura Comunicación, 2009. ISBN 978-84-61323-33-3). - Nuestra América #4 - «El (nuevo) desembarco de la narrativa venezolana en España», Universidade Fernando Pessoa, 2007. ISSN 1646-5024. - Cartas en la batalla - «Carta a Roberto Hernández Montoya», Caracas, Alfadil, 2004. ISBN 980-354-141-2. - La literatura iberoamericana en el 2000. Balances, perspectivas y prospectivas - «Los (auto) exilios de la literatura venezolana de los noventa», Universidad de Salamanca, 2003. ISBN 978-84-78007-21-9. - 50 imprescindibles - «Si yo fuera César Rengifo», Fundación para la Cultura Urbana, Caracas, 2002. ISBN 978-98-03910-19-8. - Actual (#49, dedicado a la narrativa venezolana contemporánea) - «Perseguido por mil historias», Universidad de Los Andes, enero-abril de 2002. ISSN 1315-8589. - Mujeres, amor y poder: versos y prosas para una definición de la Mujer a través de la Historia - «La lengua literaria de Silda Cordoliani», Asociación de Jóvenes Historiadores de Cantabria, 1999. ISBN 978-84-60587-39-2. - José Balza: la escritura como ejercicio de la inteligencia - «Un sujeto eminentemente raro», Universidad Central de Venezuela, 1997. ISBN 978-98-00011-15-7. |

### Traducciones

#### Árabe
- Agnus rey y Homero haciendo zapping. Traducción de Nedjma Bernaoui en Encuentros literarios [Antología bilingüe árabe-español], Argel, Instituto Cervantes, 2009 NIPO 503090194.

#### Esloveno
- V objemu Venezuele (El país de la cordialidad inmediata), prólogo a Zgodbe iz Venezuele, antologija venezuelske kratke proze, Ljubljana, Sodobnost International, 2009. ISBN 978-961-6564-27-4.

#### Francés
- Pélopidas. Traducción de Gersende Camenen en Les bonnes nouvelles de l’Amérique latine. Anthologie de la nouvelle latino-américaine contemporaine, Gallimard, «Du monde entier», 2010 ISBN 978-2-07-012942-3[53][54]
- Pélopidas. Traducción de Hélène Rioux en Anthologie de récits vénézuéliens contemporains, Montreal, XYZ, 2009. ISBN 978-2-89261-553-1.

#### Inglés
- Ride of the Valkyries (Cabalgata de Walkirias).[55][56] Traducción de Jonathan Blitzer en la revista electrónica Words Without Borders, febrero de 2011.
- Total, Always a Novel.[57] Traducción de Michael Redzich en la revista Latin American Literature Today, Volume 1 No. 12, November 2019.
- Béisblood, traducción de Wladimir Márquez (Regis University). Relato leído por el traductor el viernes, 5 de abril de 2024 en la 27th Annual Conference on Baseball in Literature and Culture.[58]

#### Italiano
- Cavalcata delle Valchirie (Cabalgata de Walkirias).[59] Traducción de Barbara Stizzoli y Antonio Nazzaro en Il tuo aroma nella mia pelle, Salerno, Edizioni Arcoiris, 2019. ISBN 978-88-99877-47-7

#### Portugués
- Olímpia, a Mãe de Alexandre O Grande. National Geographic-Portugal, 2018.

### Como antólogo
- Esloveno. VV.AA.:Zgodbe iz Venezuele. Antologija venezuelske kratke proze -Antología de relatos venezolanos- (Ljubljana, Sodobnost International, 2009) Traducción de Veronika Rot ISBN 978-961-6564-27-4.
- Francisco de Miranda: Diarios. Una selección (Caracas, Monte Ávila Editores Latinoamericana, 2005 ISBN 980011419X).
- José Gregorio Hernández: Sobre arte y estética (Maracay, La Liebre Libre -colección "La liebre lunar"-, 1995) ISBN 980-327-270-5.

### Teatro y cine
- 1996. Según el orden geométrico. Estrenada por el Grupo Acto Anónimo del Colegio Santiago de León de Caracas, bajo la dirección de Ángel Barceló y protagonizada por Daniela Bascopé. Participante ese año en el Festival de Teatro Estudiantil del Ateneo de Caracas.
- 2001 3caracoles3, dirigida por Esther Yáñez y Nano García, Sección Oficial de Cortometrajes en Vídeo de la 14ª Semana de Cine de Medina del Campo, España.

### Ediciones
- Teresa de la Parra: Textos recuperados (Madrid, Instituto Cervantes, 2024) ISBN 978-84-182-1065-5. Colección Los Galeotes. Antología compilada, prologada y preparada por Juan Carlos Chirinos y Carlos Sandoval.[60]
- José Balza: Percusión (Madrid, Ediciones Cátedra, 2022) ISBN 978-84-376-4495-0. Colección Letras Hispánicas.[61][62] Edición de Juan Carlos Chirinos.
- Jorge Edwards: Persona non grata (Caracas, El Estilete, 2017) ISBN 980-778-621-5. (El rey siempre está desnudo, prólogo).
- Thomas Carlyle: El doctor Francia (Sevilla, Renacimiento, 2017) ISBN 841-698-128-0. (El biógrafo honorable, prólogo).
- Pablo Acevedo: Estrella varada (Madrid, Polibea, 2012) ISBN 978-84-86701-45-1. (Júpiter, melancólico, busca la palabra, prólogo).
- José Gregorio Hernández: Sobre arte y estética (Caracas, La Liebre Libre, 1995) ISBN 980-327-270-5. (José Gregorio Hernández y la filosofía nacional, prólogo).

### Hipertexto
- La huella de Cosmos, Fundación Aula / TAI-Escuela Superior de Artes y Espectáculos, España: 2005. Concepto y dirección: Doménico Chiappe. Algunos autores: Juan Carlos Chirinos, Jorge Eduardo Benavides, Vanessa Montfort, Esther García Llovet, Ernesto Pérez Zúñiga, Ignacio del Valle, Nicolás Melini, entre otros.

«La huella de Cosmos es una novela hipertextual actualmente no disponible en Internet, que contiene algunos elementos hipermediales. (...) La huella de Cosmos se elaboró de forma colaborativa, donde la función del autor era redactar los capítulos de la novela a partir de las ideas y discusiones que se desarrollaban en un foro que estaba disponible en la web de la obra. Esta interacción le daba la oportunidad al usuario/a de completar la historia según lo que iba leyendo, pudiendo agregar diálogos, párrafos y hasta giros argumentales completos».

## Premios y distinciones
- 2023. Mayo. Designado miembro correspondiente por el estado Trujillo de la Academia Venezolana de la Lengua.[64][65]
- 2022. Enero-Febrero. Residencia de escritor de la Asociación La Noria de Aix-en-Provence, Francia.
- 2020. La novela Los cielos de curumo resultó finalista del XVII  premio de  la Real Academia Española, Madrid.[66]
- 2019. El Ministerio de Cultura y Deporte de España seleccionó a la novela Los cielos de curumo (2019) como acreedora de una ayuda a la edición de ese año.[67]
- 2018. Finalista del Premio de la Crítica de Venezuela con la novela Gemelas.
- 2009. Finalista del Concurso Internacional Juan Rulfo, Radio Francia Internacional con el relato «Decir casi lo mismo».
- 2005. Selección de la biografía para jóvenes Albert Einstein: cartas probables para Hann para la colección Libros del Rincón de la Secretaría de Educación Pública de México.
- 2002. Premio de cuento en la Bienal Literaria José Antonio Ramos Sucre, Cumaná, con el libro Homero haciendo zapping.
- 2000. El corto 3caracoles3 fue seleccionado en la XIV Semana de Cine de Medina del Campo, Valladolid (España).
- 1997-2001. Beca de la Fundación Gran Mariscal de Ayacucho, de Venezuela, para estudios en la Universidad de Salamanca.
- 1994. Primera mención en el Premio de Narrativa Breve de la Embajada de España en Venezuela con el libro Leerse los gatos.